# Distrito de Querobamba
El distrito de Querobamba es uno de los once distritos que conforman la provincia de Sucre, ubicada en el departamento de Ayacucho, en el Perú.

## Historia
El distrito fue creado en los primeros años de la República. Su capital es la ciudad de Querobamba.

## Geografía
Su geografía es muy accidentada, pues es parte de la cordillera de los andes. es una ciudad de abundante belleza, posee un cielo azul permanentemente despejado, tanto de día como de noche, en la que se pueden apreciar nítidamente las estrellas. tienen una hermoza laguna; asimismo poseen una gran catarata de aproximadamente 300 metros.

## División administrativa

### Centros poblados
- Urbanos
  - Querobamba, con 1 628 hab.
  - Ccollccabamba, con 390 hab.
- Rurales

### centro poblados
Chonta y 
Caihua

## Autoridades

### Alcaldes
- 2007 - 2010: Angel Rudesindo Jorge Quispe.
- 2011 - 2014: Juan Fabio de la Cruz Huamani
- 2015 - 2018: Jorge De La Cruz Cabana

## Festividades
- Febrero o marzo:

Carnaval de acuerdo al calendario católico.
- Julio:

29 fiesta de la mamacha asunta.
- Agosto:

1,2,3,4,5 y 6 fiesta patronal de San Antonio de Padua y Santo Domingo de Guzmán.
12 Yarqa aspiy (Limpiesa de la asecquia) o fiesta del agua.
- Setiembre-Octumbres:

Fiesta del agua del los anexsos Qolqacha; Sara huarca; ancani y paqchakucho
- Diciembre:

Fiesta de la Navidad al son los pastores y huaylias.